# María Sákkari
María Sákkari (en griego, Μαρία Σάκκαρη; Atenas, 25 de julio de 1995) es una jugadora de tenis griega. Hizo su debut con el equipo de Grecia de la Fed Cup en 2012. Alcanzó su mejor ranking de individuales en marzo de 2022, llegando a ser la nº3 del mundo. Su mejor ranking de dobles en la WTA ha sido la número 169 del mundo, alcanzado el 9 de septiembre de 2019.

## Familia y vida personal
Maria Sakkari nació el 25 de julio de 1995 en Atenas, hija de Angelikí Kanellopoúlou, extenista del top 50, y Konstantinos Sakkaris. Tiene dos hermanos: Yannis y Amanda. Su abuelo, Dimitris Kanellopoulos, también fue tenista profesional. Sus padres la iniciaron en el tenis a los 6 años y se mudó a Barcelona a los 18 para entrenar. Ha comentado que sus superficies favoritas son la tierra batida y el cemento, y que su golpe favorito es el saque. De pequeña, sus jugadores favoritos eran Serena Williams, Roger Federer y Rafael Nadal. Sakkari reside actualmente en Montecarlo. Está saliendo con Konstantinos Mitsotakis, hijo del primer ministro griego, Kyriakos Mitsotakis desde inicios de 2023.
Sakkari aparece en la docuserie de tenis Break Point, que se estrenó en Netflix el 13 de enero de 2023.

## Carrera
Debutó en un Grand Slam en el Abierto de Estados Unidos 2015. En mayo de 2019 estrenó su palmarés WTA ganando el torneo de Rabat, Marruecos. En 2022 fue finalista de Indian Wells, San Petersburgo y Parma. En 2023 ganó su primer WTA 1000, este fue el Torneo de Guadalajara venciendo a la estadounidense Caroline Dolehide.

### 2021
Empieza el año llegando a la semifinal del Torneo de Abu Dabi donde pierde contra Sabalenka (3-6, 2-6), venciendo en rondas anteriores a Anastasiya Potápova, Coco Gauff, Garbiñe Muguruza y Sofia Kenin. Es también semifinalista del Trofeo de Grampians donde pierde el partido contra Anett Kontaveit (6-2, 3-6, 9-11).
En el Abierto de Australia pierde en primera ronda contra la francesa Kristina Mladenovic (6-2, 0-6, 6-3).
En el Torneo de Doha gana su primer partido contra Mayar Sherif y los octavos de final contra Madison Keys. Pierde en cuartos de final contra la española Garbiñe Muguruza (6-3, 6-1). En el Torneo de Dubai pierde en su primer partido contra Barbora Krejčíková.
Es semifinalista del Masters de Miami donde gana a Arantxa Rus, Liudmila Samsónova, Jessica Pegula y Naomi Osaka. Pierde su semifinal contra Bianca Andreescu (7-6, 3-6, 7-6).
En el Torneo de Stuttgart perdió en octavos de final contra Petra Kvitová. En el Abierto de Madrid llega hasta los octavos de final donde pierde contra Karolína Muchová. En el Masters de Roma cae en su segundo partido ante Coco Gauff. 
Maria es semifinalista de Roland Garros ganando en las cuatro primeras rondas a Katarina Zavatska, Jasmine Paolini, Elise Mertens y Sofia Kenin. Gana los cuartos de final a la polaca Iga Świątek (6-4, 6-4) y pierde la semifinal ante la checa Barbora Krejčíková (7-5, 4-6, 9-7).
En Wimbledon pierde en segunda ronda ante la estadounidense Shelby Rogers (5-7, 4-6). Alcanza los octavos de final del Master de Canadá donde pierde contra Victoria Azárenka y en el Master de Cincinnati pierde su primer partido ante Angelique Kerber.
Es semifinalista del Abierto de Estados Unidos ganando las primeras rondas a Marta Kostiuk, Kateřina Siniaková y Petra Kvitová. Los octavos de final los gana a Bianca Andreescu (6-7, 7-6, 6-3) y los cuartos de final a Karolína Plíšková (4-6, 4-6). Pierde la semifinal ante la británica Emma Raducanu (6-1, 6-4). 
Es finalista del Abierto de Ostrava donde pierde contra Anett Kontaveit (2-6, 5-7). En el Masters de Indian Wells pierde en su primer partido contra Viktorija Golubic.
Es semifinalista de la Copa Kremlin teniendo que retirarse por lesión habiendo vencido en los partidos previos a Anna Kalínskaya y a Simona Halep. 
Es semifinalista de las WTA Finals perdiendo contra Anett Kontaveit (6-1, 3-6, 6-3). En la fase de grupos gana su primer partido ante la polaca Iga Świątek (6-2, 6-4), pierde el segundo ante la española Paula Badosa (6-7, 4-6) y gana el tercero ante la bielorrusa Aryna Sabalenka (6-7, 7-6, 3-6). 

### 2022
Empieza la temporada ganando el primer partido del Torneo Internacional de Adelaida frente a Tamara Zidanšek y perdiendo en octavos de final contra Shelby Rogers. 
En el Abierto de Australia vence en primera ronda a la alemana Tatjana Maria (4-6, 6-7), en segunda ronda a la china Zheng Qinwen (1-6, 4-6) y en tercera ronda a la rusa Veronika Kudermétova (4-6, 1-6). Pierde en cuarta ronda frente a la estadounidense Jessica Pegula (7-6, 6-3). 
Es finalista del Abierto de San Petersburgo perdiendo en la final contra la estonia Anett Kontaveit (7-5, 6-7, 5-7). 
Maria es semifinalista del Torneo de Doha venciendo en sus tres primeros partidos a las estadounidenses Li, Pegula y Gauff, y perdiendo en la semifinal contra la polaca Iga Świątek (6-4, 6-3). 
Es finalista de Masters de Indian Wells venciendo en las dos primera rondas a Kateřina Siniaková y Petra Kvitová; en octavos de final a Daria Gavrilova y en cuartos a Yelena Rybákina. En la semifinal vence a Paula Badosa (2-6, 6-4, 1-6) y la final la pierde contra Iga Świątek (6-4, 6-1). 
Pierde en primera ronda del Masters de Miami ante la brasileña Beatriz Haddad Maia. 
En el Abierto de Madrid vence en su primera partido a Madison Keys y pierde el siguiente frente a la rusa Daria Kasátkina (6-3, 3-6, 1-6). 
En el Masters de Roma gana frente a Yekaterina Aleksándrova y Coco Gauff y pierde en cuartos de final ante la tunecina Ons Jabeur (1-6, 7-5, 6-1). 
En Roland Garros cae en segunda ronda ante Karolína Muchová (7-6, 7-6) tras vencer en la primera a Clara Burel (2-6, 3-6). 
En el Torneo de Nottingham llega a cuartos de final venciendo previamente a Camila Osorio, Rebecca Marino y perdiendo el último partido ante Beatriz Haddad Maia. 
En el Torneo de Berlín en semifinalista perdiendo contra la suiza Belinda Bencic (6-7, 6-4, 6-4). En Wimbledon gana la primera ronda a la australiana Zoe Hives (6-1, 6-4) y en segunda ronda a la búlgara Viktoriya Tomova (6-4, 6-3). Pierde en tercera ronda ante la alemana Tatjana Maria (3-6, 5-7). 
En el Masters de Canadá pierde en octavos de final frente a Karolína Plíšková. En el Masters de Cincinnati pierde su primer partido frente Caroline Garcia. 
En el Abierto de Estados Unidos gana el primer partido frente Tatjana Maria (4-6, 6-3, 0-6) y pierde el segundo contra Wang Xiyu (3-6, 7-5, 7-5). 
Es finalista del Torneo de Parma donde pierde el último partido contra Mayar Sherif (5-7, 3-6). También es finalista del Abierto de Guadalajara perdiendo la final contra Jessica Pegula (6-2, 6-3) y ganando los partidos previos contra Marta Kostiuk, Danielle Collins, Veronika Kudermétova y Marie Bouzková.
Participa en la WTA Finals ganando los tres partidos de la fase de grupos frente a Jessica Pegula (6-7, 6-7), Aryna Sabalenka (6-2, 6-4) y Ons Jabeur (2-6, 3-6). Pierde el partido de la semifinal frente a Caroline Garcia (6-3, 6-2). 

### 2023
En el Abierto de Australia gana su primer partido ante la china Yue Yuan y el segundo ante la rusa Diana Shnaider. Pierde en tercera ronda ante la china Zhu Lin (7-6, 1-6, 6-4). 
Es semifinalista del Torneo de Linz ganando la primera ronda ante la española Nuria Párrizas, los octavos de final ante la francesa Varvara Grachova y los cuartos de final ante la croata Donna Vekić. Pierde la semifinal ante Petra Martić (6-3, 3-6, 4-6). 
También es semifinalista del Torneo de Doha. Gana el primer partido ante la china Zheng Qinwen, los octavos de final a la rusa Yekaterina Aleksándrova y los cuartos de final a la francesa Caroline Garcia. Pierde su semifinal frente a la estadounidense Jessica Pegula (2-6, 6-4, 1-6). 
En el Torneo de Dubái pierde su primer partido ante la checa Karolína Plíšková (6-1, 6-2). 
Es semifinalista del Masters de Indian Wells ganando las dos primera rondas a Shelby Rogers y a Anhelina Kalínina, en octavos de final a Karolína Plíšková y en cuartos de final a Petra Kvitová. Pierde en la semifinal ante la bielorrusa Aryna Sabalenka (2-6, 3-6). 
En el Masters de Miami pierde su primer partido contra la canadiense Bianca Andreescu (7-5, 3-6, 4-6). En el Torneo de Stuttgart vuelve a perder frente a Karolína Plíšková (6-2, 6-3). 
Es semifinalista del Abierto de Madrid ganando su primer partido a Arantxa Rus y el segundo ante la española Rebeka Masarova. En octavos de final vence a la local Paula Badosa (4-6, 4-6) y en cuartos de final a la rumana Irina-Camelia Begu (6-7, 6-4, 6-2). Pierde la semifinal ante  Aryna Sabalenka (4-6, 1-6).
En el Masters de Roma gana el primer partido a Barbora Strýcová y pierde el segundo ante Markéta Vondroušová (5-7, 3-6). En Roland Garros cae en primera ronda ante la checa Karolína Muchová (6-7, 5-7). 
En el Torneo de Nottingham gana a Wang Xiyu y pierde en octavos ante Alizé Cornet (1-6, 4-6). 
Es semifinalista del Torneo de Berlín ganando a Alizé Cornet, a Aliaksandra Sasnóvich y a Markéta Vondroušová, y perdiendo la semifinal contra Donna Vekić (4-6, 6-7). 
Pierde en primera ronda de Wimbledom ante la ucraniana Marta Kostiuk (6-0, 5-7, 2-6). 
Es finalista del Torneo de Washington ganando los octavos de final ante la canadiense Leylah Fernandez (7-5, 6-2), los cuartos ante la local Madison Keys (6-3, 6-3) y la semifinal ante la también local Jessica Pegula (3-6, 6-4, 2-6). Pierde la final ante la estadounidense Coco Gauff (2-6, 3-6).  
En el Masters de Canadá pierde en primera ronda frente a Danielle Collins (6-4, 6-2). En el Masters de Cincinnati gana su primer partido ante la rumana Sorana Cîrstea y pierde en octavos de final ante la checa Karolína Muchová (3-6, 6-2, 3-6).  
En el Abierto de Estados Unidos cae en primara ronda al perder en su partido con la española Rebeka Masarova (6-4, 6-4). En el Torneo de San Diego vence su primer partido ante la colombiana Camila Osorio y pierde en cuartos de final ante la local Emma Navarro (4-6, 6-0, 6-7).  
María se proclama campeona del Abierto de Guadalajara siendo su primer WTA 1000 y su mayor premio hasta el momento. Gana en su primer partido a la australiana Storm Hunter (2-6, 4-6), en octavos a la italiana Camila Giorgi (2-6, 2-6), en cuartos a la colombiana Emiliana Arango (3-6, 4-6), en la semifinal a la francesa Caroline Garcia (3-6, 0-6) y por último, vence en la final a la estadounidense Caroline Dolehide (5-7, 3-6). 
Es semifinalista del Torneo de Tokio venciendo en octavos de final a la local Misaki Doi y en cuartos de final a Caroline Garcia. Pierde en semifinales ante Jessica Pegula (2-6, 3-6). En el Abierto de China pierde en cuartos de final ante la estadounidense Coco Gauff (2-6, 4-6).  
Finaliza la temporada participando en las Finales WTA donde no pasa de la fase de grupos al perder sus tres partidos ante Aryna Sabalenka (6-0, 6-1), Yelena Rybákina (6-0, 6-7, 7-6) y Jessica Pegula (6-3, 6-2).  

### 2024
Comienza el año representando al Grecia en la United Cup junto a Stefanos Tsitsipas, Despina Papamichail, Stefanos Sakellaridis, Valentini Grammatikopoulou y Petros Tsitsipas.
En el Abierto de Australia gana la primera ronda a la japonesa Nao Hibino (6-4, 6-1) y pierde en segunda ronda ante la armenia Elina Avanesian (4-6, 4-6). 
En el Abierto de Abu Dhabi pierde su primer partido de octavos de final ante la rumana Sorana Cîrstea (6-2, 6-1). En el Torneo de Doha también pierde su primer partido ante la checa Linda Nosková (3-6, 7-6, 7-5). 
En el Torneo de Dubái gana el primer partido a la estadounidense Emma Navarro (6-2, 6-4) y pierde en octavos de final ante la italiana Jasmine Paolini (4-6, 2-6).
Es finalista del Masters de Indian Wells. Gana sus primeros partidos a la rusa Diana Shnaider y a la francesa Caroline Garcia. En octavos de final gana a la francesa Diane Parry (2-6, 6-3, 3-6) y en cuartos de final a la estadounidense Emma Navarro (5-7, 6-2, 6-4). En la semifinal vence a Coco Gauff (4-6, 7-6, 2-6) y pierde la final ante la polaca Iga Świątek (6-4, 6-0). 
En el Masters de Miami gana las dos primeras rondas a la china Yue Yuan y a la ucraniana Dayana Yastremska. En octavos de final vence a la rusa Anna Kalínskaya y pierde en cuartos de final ante la kazaja Yelena Rybákina (5-7, 7-6, 4-6). 
Es semifinalista del Torneo de Charleston. Vence en su primer partido a Viktoriya Tomova y en octavos de final a la australiana Astra Sharma. En cuartos de final gana a la rusa Veronika Kudermétova (2-6, 4-6) y pierde en la semifinal ante la local Danielle Collins (3-6, 3-6). 
En el Abierto de Madrid pasa las dos primera rondas ganando a la croata Donna Vekić y a la estadounidense Sloane Stephens. Cae en octavos de final ante la brasileña Beatriz Haddad Maia (6-4, 6-4). 
En el Masters de Roma gana a la francesa Varvara Grachova y a la ucraniana Anhelina Kalínina. Pierde en octavos de final ante la bielorrusa Victoria Azárenka (4-6, 1-6). En Roland Garros pierde en primera ronda ante la local Varvara Grachova (6-3, 4-6, 3-6). 
En el Torneo de Berlín pierde su primer partido ante Victoria Azárenka (4-6, 2-6). En el Abierto de Bad Homburg vuelve a perder en primera ronda ante la local Jule Niemeier (6-2, 2-6, 6-7). 
En Wimbledon pasa la primera ronda ante la estadounidense McCartney Kessler (3-6, 1-6) y la segunda ronda ante la neerlandesa Arantxa Rus (5-7, 3-6). Pierde en tercer ronda frente a la británica Emma Raducanu (6-2, 6-3). 
En el Abierto de Estados Unidos se tiene que retirar en su primer partido por lesión cuando estaba jugando ante la china Yafan Wang. 
Tras esta retirada María anuncia que da por finalizada su temporada al poder recuperarse de su lesión. Queda clasificada como la número 32 en el ranking WTA.

## Títulos WTA (2; 2+0)

### Individual (2)
| Leyenda              |
| -------------------- |
| Grand Slam (0)       |
| Juegos Olímpicos (0) |
| WTA Finals (0)       |
| WTA 1000 (1)         |
| WTA 500 (0)          |
| WTA 250 (1)          |

| N.º | Fecha                    | Torneos     | Superficie    | Oponente en la final | Resultado     |
| --- | ------------------------ | ----------- | ------------- | -------------------- | ------------- |
| 1.  | 4 de mayo de 2019        | Rabat       | Tierra batida | Johanna Konta        | 2-6, 6-4, 6-1 |
| 2.  | 23 de septiembre de 2023 | Guadalajara | Dura          | Caroline Dolehide    | 7-5, 6-3      |

#### Finalista (8)
| N.º | Fecha                    | Torneos         | Superficie    | Oponente en la final | Resultado        |
| --- | ------------------------ | --------------- | ------------- | -------------------- | ---------------- |
| 1.  | 5 de agosto de 2018      | San José        | Dura          | Mihaela Buzărnescu   | 1-6, 0-6         |
| 2.  | 26 de septiembre de 2021 | Ostrava         | Dura (i)      | Anett Kontaveit      | 2-6, 5-7         |
| 3.  | 13 de febrero de 2022    | San Petersburgo | Dura (i)      | Anett Kontaveit      | 7-5, 6-7(4), 5-7 |
| 4.  | 20 de marzo de 2022      | Indian Wells    | Dura          | Iga Świątek          | 4-6, 1-6         |
| 5.  | 1 de octubre de 2022     | Parma           | Tierra batida | Mayar Sherif         | 5-7, 3-6         |
| 6.  | 23 de octubre de 2022    | Guadalajara II  | Dura          | Jessica Pegula       | 2-6, 3-6         |
| 7.  | 5 de agosto de 2023      | Washington      | Dura          | Cori Gauff           | 2-6, 3-6         |
| 8.  | 17 de marzo de 2024      | Indian Wells    | Dura          | Iga Świątek          | 4-6, 0-6         |

## Títulos ITF

### Individual (7)
| Torneos de $100,000 |
| Torneos de $75,000  |
| Torneos de $50,000  |
| Torneos de $25,000  |
| Torneos de $15,000  |
| Torneos de $10,000  |

| N.º | Fecha               | Torneo             | Superficie | Oponentes                  | Resultado     |
| --- | ------------------- | ------------------ | ---------- | -------------------------- | ------------- |
| 1.  | 27 de abril de 2014 | Heraklion, Grecia  | Dura       | Despina Papamichail        | 6-1, 1-6, 6-3 |
| 2.  | 17 de mayo de 2014  | Båstad, Suecia     | Arcilla    | Carolin Daniels            | 7-5, 6-2      |
| 3.  | 16 de junio de 2014 | Nis, Serbia        | Arcilla    | Dea Herdželaš              | 3-6, 6-4, 6-1 |
| 4.  | 27 de julio de 2014 | Tampere, Finlandia | Arcilla    | Anastasia Pivovarova       | 6-4, 7-5      |
| 5.  | 23 de marzo de 2015 | Heraklion, Grecia  | Dura       | Anastasiya Komardina       | 6-4, 6-3      |
| 6.  | 30 de marzo de 2015 | Heraklion, Grecia  | Dura       | Valentini Grammatikopoulou | 6-2, 6-2      |
| 7.  | 25 de mayo de 2015  | Maribor, Eslovenia | Arcilla    | Rebecca Peterson           | 3-6, 6-2, 6-2 |

#### Finalista (9)
| N.º | Fecha                    | Torneo                 | Superficie | Oponentes          | Resultado        |
| --- | ------------------------ | ---------------------- | ---------- | ------------------ | ---------------- |
| 1.  | 24 de septiembre de 2011 | Atenas, Grecia         | Arcilla    | Deniz Khazaniuk    | 6-1, 3-6, 3-6    |
| 2.  | 9 de septiembre de 2012  | Antalya, Turquía       | Dura       | Ana Bogdan         | 3-6, 2-6         |
| 3.  | 14 de septiembre de 2013 | Mitilene, Grecia       | Dura       | Klaartje Liebens   | 1-6, 2-6         |
| 4.  | 29 de septiembre de 2013 | Atenas, Grecia         | Dura       | Aminat Kushkova    | 0-6, 5-7         |
| 5.  | 20 de abril de 2014      | Heraklion, Grecia      | Dura       | Pernilla Mendesová | 2-6, 2-6         |
| 6.  | 10 de mayo de 2014       | Bastad, Suecia         | Arcilla    | Conny Perrin       | 5-7, 1-6         |
| 7.  | 30 de junio de 2014      | Torun, Polonia         | Arcilla    | Barbora Krejčíková | 4-6, 1-6         |
| 8.  | 4 de agosto de 2014      | Savitaipale, Finlandia | Arcilla    | Emma Laine         | 3-6, 7-5, 0-6    |
| 9.  | 15 de mayo de 2016       | Saint-Gaudens, Francia | Arcilla    | Irina Khromacheva  | 1-6, 7-6(3), 6-1 |

### Dobles (5)
| N.º | Fecha                    | Torneos                       | Superficie | Pareja              | Oponentes                                    | Resultado        |
| --- | ------------------------ | ----------------------------- | ---------- | ------------------- | -------------------------------------------- | ---------------- |
| 1.  | 10 de mayo de 2014       | Bastad, Suecia                | Arcilla    | Kim Grajdek         | Dea Herdželaš Conny Perrin                   | 7-5, 6-4         |
| 2.  | 20 de junio de 2014      | Niš, Serbia                   | Arcilla    | Alexandra Nancarrow | Lina Gjorcheska Marina Lazic                 | 6-3, 6-0         |
| 3.  | 26 de julio de 2014      | Tampere, Finlandia            | Arcilla    | Alexandra Nancarrow | Emma Laine Anastasia Pivovarova              | 6-2, 6-3         |
| 4.  | 19 de septiembre de 2014 | Madrid, España                | Dura       | Inés Ferrer Suárez  | Yvonne Cavallé Reimers Lucía Cervera Vázquez | 6-2, 3-6, [11-9] |
| 5.  | 14 de noviembre de 2015  | Dubái, Emiratos Árabes Unidos | Dura       | Çağla Büyükakçay    | Elise Mertens İpek Soylu                     | 7-6(6), 6-4      |

#### Finalista (4)
| N.º | Fecha                    | Torneos                | Superficie | Pareja              | Oponentes                                    | Resultado        |
| --- | ------------------------ | ---------------------- | ---------- | ------------------- | -------------------------------------------- | ---------------- |
| 1.  | 29 de septiembre de 2013 | Atenas, Grecia         | Dura       | Lee Pei-chi         | Keren Shlomo Saray Sterenbach                | 6-3, 1-6, [8-10] |
| 2.  | 19 de abril de 2014      | Heraklion, Grecia      | Dura       | Despina Papamichail | Natela Dzalamidze Valentini Grammatikopoulou | 7-6, 3-6, [5-10] |
| 3.  | 4 de agosto de 2014      | Savitaipale, Finlandia | Arcilla    | Alexandra Nancarrow | Emma Laine Diana Bogoliy                     | 4-6, 6-7         |
| 4.  | 3 de agosto de 2015      | Bad Saulgau, Alemania  | Arcilla    | Despina Papamichail | Cristina Dinu Diana Buzean                   | 6-2, 3-6, [8-10] |

## Clasificación histórica
| Torneo                    | 2015       | 2016       | 2017       | 2018       | 2019       | 2020       | 2021       | 2022       | 2023       | 2024       | Títulos    | G - P      |            |
| Grand Slam                | Grand Slam | Grand Slam | Grand Slam | Grand Slam | Grand Slam | Grand Slam | Grand Slam | Grand Slam | Grand Slam | Grand Slam | Grand Slam | Grand Slam | Grand Slam |
| ------------------------- | ---------- | ---------- | ---------- | ---------- | ---------- | ---------- | ---------- | ---------- | ---------- | ---------- | ---------- | ---------- | ---------- |
| Abierto de Australia      | -          | 2R         | 3R         | 1R         | 3R         | 4R         | 1R         | 4R         | 3R         | 2R         | 0/9        | 14-9       |            |
| Roland Garros             | -          | -          | 1R         | 3R         | 2R         | 3R         | SF         | 2R         | 1R         | 1R         | 0/7        | 11-7       |            |
| Wimbledon                 | -          | 2R         | 3R         | 1R         | 3R         | ND         | 2R         | 3R         | 1R         |            | 0/7        | 8-7        |            |
| Abierto de Estados Unidos | 1R         | 1R         | 3R         | 2R         | 3R         | 4R         | SF         | 2R         | 1R         |            | 0/9        | 14-9       |            |
| Ganados - Perdidos        | 0-1        | 2-3        | 6-4        | 3-4        | 7-4        | 8-3        | 11-4       | 7-4        | 2-4        | 1-1        | 0/32       | 47-32      |            |